# Пиншунь
Пиншу́нь (кит. упр. 平顺, пиньинь Píngshùn, буквально: «успокоение и умиротворение») — уезд городского округа Чанчжи провинции Шаньси (КНР).

## История
При империи Мин в 1524 году в этих местах произошло крестьянское восстание под руководством Чэнь Лю. После подавления восстания для лучшего административного контроля над неспокойной территорией в 1529 году был создан уезд Пиншунь. При империи Цин в 1764 году он был расформирован.
В 1912 году уезд был создан опять, но в 1915 году снова был расформирован. В 1917 году уезд был создан вновь.
В 1949 году был образован Специальный район Чанчжи (长治专区), и уезд вошёл в его состав. В 1958 году Специальный район Чанчжи был переименован в Специальный район Цзиньдуннань (晋东南专区); уезд Пиншунь при этом был разделён между уездами Личэн и Хугуань. В 1960 году уезд Пиншунь был воссоздан.
В 1970 году Специальный район Цзиньдуннань был переименован в Округ Цзиньдуннань (晋东南地区). В 1985 году постановлением Госсовета КНР были расформированы город Чанчжи и округ Цзиньдуннань, а на их территории образованы городские округа Чанчжи и Цзиньчэн; уезд вошёл в состав городского округа Чанчжи.

## Административное деление
Уезд делится на 5 посёлков и 7 волостей.